# Диртутьцезий
Диртутьцезий — бинарное неорганическое соединение, интерметаллид
цезия и ртути
с формулой CsHg2,
пурпурные кристаллы.

## Получение
- Сплавление стехиометрических количеств чистых веществ в инертной атмосфере:

{\displaystyle {\mathsf {Cs+2Hg\ {\xrightarrow {208^{o}C}}\ CsHg_{2}}}}

## Физические свойства
Диртутьцезий образует пурпурные кристаллы
ромбической сингонии,
пространственная группа I mma,
параметры ячейки a = 0,8727 нм, b = 0,5488 нм, c = 0,9082 нм, Z = 4,
структура типа диртутькалия KHg2
.
Соединение конгруэнтно плавится при температуре 208 °C.